# Maks Perčič
Maks Perčič (* 2. dubna 2004 Maribor) je slovinský lední hokejista hrající na postu obránce.

## Život
S hokejem začínal ve svém rodném městě, v tamním klubu HDK. Za něj nastupoval i ve svém mládežnickém věku. Během sezóny 2020/2021 si vyzkoušel zahraniční angažmá, když hrál za mládežnický a juniorský výběr německého celku SC Bietigheim-Bissingen. Ještě v průběhu ročníku se ale vrátil zpět do vlasti, a sice do týmu HDD Jesenice. I v další sezóně (2021/2022) zkoušel uspět v zahraničí, a to ve Finsku, kde nastupoval za mládežnický a juniorský výběr klubu Kiekko-Espoo. Za jeho juniorský tým hrál i v další sezóně (2022/2023). Poté se přesunul do severní Ameriky, kde postupně hrál British Columbia Hockey League (BCHL) za Vernon Vipers a Merritt Centennials (obojí během ročníku 2023/2024) a v následující sezóně za Prince George Spruce Kings. Pro ročník 2025/2026 se přesunul do celku Michigan Tech hrajícího National Collegiate Athletic Association (NCAA), nicméně pokoušel se prosadit i do kádru pražské Slavie, za kterou nastoupil 8. srpna 2025 i v přípravném utkání proti Kolínu (3:4 po prodloužení) a zaznamenal úvodní branku svého týmu v sezóně.